# Le Métropolite Antoni
Le Métropolite Antoni (en russe : Митрополи́т Анто́ний) est un tableau réalisé en 1917 par le peintre symboliste russe Mikhaïl Nesterov. C'est le portrait du métropolite Antoni Khrapovitski (en) (dans le monde : Alexeï Pavlovitch Khrapovitski), né le 1863 et mort le 1936, évêque de l'église orthodoxe russe, théologien, philosophe.